# 데이브 파커
데이브 파커(Dave Parker) 또는 데이비드 진 파커(David Gene Parker, 1951년 6월 9일 ~ 2025년 6월 28일)는 "코브라"라는 별명으로 불린 미국의 프로 야구 선수이다. 그는 1973년부터 1991년까지 메이저 리그 베이스볼에서 우익수로 뛰었다. 7차례 올스타에 선정된 파커는 내셔널 리그 타격왕을 두 번 차지했으며 1978년 내셔널 리그 최우수 선수였다. 그는 피츠버그 파이리츠에서 1979년, 오클랜드 애슬레틱스에서 1989년 우승을 차지하며 두 번의 월드 시리즈 우승팀 멤버였다.
파커는 1979년 1월 5년 5백만 달러 계약을 체결하며 연평균 1백만 달러를 번 두 번째 프로 운동선수가 되었다. 파커의 경력 성과는 2,712 안타, 339 홈런, 1,493 타점, 그리고 .290의 평생 타율을 포함한다. 파커는 또한 전성기 때 강력한 어깨로 3년 연속 골드글러브를 수상하며 선수 생활 전반기에 뛰어난 수비 외야수로도 알려져 있었다. 1975년부터 1979년까지 그는 72명의 주자를 아웃시켰고, 1977년에는 26명을 아웃시켰다. 2025년에 파커는 야구 명예의 전당에 헌액되었다. 그는 헌액되기 29일 전에 사망했다.

## 초기 경력
데이비드 진 파커는 1951년 6월 9일 그레네다, 미시시피에서 태어났으며, 신시내티의 크로슬리 필드 근처에서 자랐고, 그곳 경기장 주차장에서 야구를 배웠다. 그의 아버지 딕 파커는 주물 공장의 선적 서기였다. 데이브 파커는 코터 테크 고등학교에 다녔다. 그는 가장 좋아하는 스포츠가 미식축구였으며 테일백으로 활약했지만, 고학년 때 경기 도중 무릎을 다쳐 그 경기를 포기했다. 야구 스타이기도 했던 그는 가장 즐거운 기억 중 하나가 웨스턴 힐스 고등학교에서 뛰던 시절이었는데, 그곳에서 프리쉬스 레스토랑 지붕 위로 넘어가는 홈런을 쳤다.

## 선수 경력

### 피츠버그 파이리츠
1977년 파커는 내셔널 리그 타격왕이었고, 1978년 내셔널 리그 MVP로 지명되면서 이 업적을 다시 한번 이루었다. 그는 또한 MVP 시즌에 장타율(.585), OPS(.979), 루타수(340)에서 내셔널 리그 선두를 달렸다. 이는 1978년 6월 30일 메츠와의 경기 중 존 스턴스와의 홈플레이트 충돌로 인해 턱과 광대뼈가 부러지는 부상에도 불구하고 이루어진 것이며, 그는 라인업에서 이탈하는 시간을 최소화하기 위해 특수 제작된 페이스마스크를 착용했다. 파이리츠는 그에게 야구 사상 최초의 연간 백만 달러 계약을 안겨주었다. 이듬해 그는 파이리츠의 월드 시리즈 우승팀의 중요한 일원이었다.
1979년 경기 중 그가 우익수로 강하게 친 공은 "공의 덮개를 벗겨낼" 정도로 강해 내야로 던지기 매우 어려웠다. 공의 실밥 중 하나가 터져 덮개의 거의 절반이 벗겨졌다.
그의 백만 달러 계약에 분노한 파이리츠 팬들은 투수 켄 테컬브가 말했듯이 그에게 "너트와 볼트, 총알과 배터리"를 던졌다. 뉴스 기사의 오타로 인해 그들이 자동차 배터리를 던진 것처럼 보였다.
1981년, 그의 경력이 언젠가 역대 최고의 선수 중 한 명으로 기록될 것처럼 보였던 시점에, 로런스 리터와 도널드 호니그는 그를 그들의 책 "역대 최고의 야구 선수 100명"에 포함시켰다. 저자들은 파커가 로베르토 클레멘테의 포지션을 이어받았다는 점을 언급하며 "누군가는 피츠버그의 우익수를 좋아할 수밖에 없다"고 썼다.
파커는 피츠버그 파이리츠 팀 동료 윌리 스타젤을 따라 온덱서클에서 슬레지해머 (대부분의 타자들은 단순한 납 가중 배트를 사용했다)로 몸을 풀었다.
그러나 1980년대 초반, 파커의 타격은 부상, 체중 문제, 그리고 그의 증가하는 코카인 사용으로 인해 좋지 않았다. 그는 마약 딜러 커티스 스트롱과 관련된 메이저 리그 전체에 퍼진 마약 스캔들의 중심 인물 중 한 명이 되었다.

### 말년 경력
1983 시즌이 끝난 후 파커는  자유 계약 선수가 되어 1983년 12월 7일 신시내티 레즈와 계약했다. 그의 고향인 신시내티에서 그는 피츠버그에서 올스타로 만들었던 기량을 되찾았다. 1985년, 그는 1978년 MVP를 수상한 이래 최고의 시즌을 보냈는데, .312의 타율과 34개의 홈런을 기록했다. 그는 또한 125타점, 42개 2루타, 80개의 장타, 그리고 350개의 루타수로 내셔널 리그 선두를 달렸다. 파커는 또한  1985년 올스타전에서 리그 최초의 홈런 더비 우승자이기도 했다. 그는 10번의 시도에서 6개의 홈런을 쳤다. 시즌 종료 후, 파커는 윌리 맥기에 이어 1985년 MVP 투표에서 2위를 차지했다.
시즌이 끝난 후, 파커는 피츠버그 마약 재판에서 마약 딜러에게 불리한 증언을 한 여러 선수 중 한 명이었다. "상습 사용자"로 지명된 파커와 다른 6명의 선수들은 다음 시즌 출장 정지 처분을 받았다. 그러나 그들의 기본 급여의 10%를 마약 관련 지역 사회 서비스에 기부하고, 무작위 약물 검사를 받고, 100시간의 마약 관련 지역 사회 봉사에 기여하는 대가로 징계는 감면되었다.
1987 시즌 후, 신시내티는 1987년 12월 8일 파커를 호세 리호와 팀 버트사스와 함께 오클랜드 애슬레틱스로 트레이드했다. 오클랜드에서 파커는 대부분의 시간을 지명 타자(DH)로 보내며 선수 생활을 연장할 수 있었다. 부상과 나이가 그를 어느 정도 따라잡았지만, 그는 1988년 377타수에서 타율 .257, 12홈런, 1989년 553타수에서 타율 .264, 22홈런을 기록했다.
1989년 월드 시리즈에서 오클랜드와 함께 우승한 후, 1989년 12월 3일, 파커는 밀워키 브루어스와 1990 시즌부터 시작하는 2년 계약을 체결했다. 그는 브루어스의 DH로 610타수에서 .289의 타율과 21개의 홈런을 기록하며 견실한 한 해를 보냈다. 그는 심지어 1990년 올스타전 예비 선수로도 선정되었다. 밀워키는 젊은 선수들을 선호했고, 1991년 3월 14일 나이 든 파커를 단테 비셰트와 함께 에인절스로 트레이드했다.
파커의 마지막 시즌은 1991년이었다. 그는 캘리포니아 에인절스에서 시즌 후반까지 뛰다가 9월 7일 방출되었다. 토론토 블루제이스는 9월 14일 페넌트 레이스를 위한 보험으로 그를 영입했다. 제이스 단장 팻 길릭은 시즌 남은 19경기에 대해 리그 최저 임금인 11,500달러, 즉 경기당 650달러에 그를 계약했다. 파커는 시즌 마지막 구간에서 제이스의 DH로 제한된 출장 기회에서 37타수 12안타를 기록하여 타율 .324를 기록했다. 그는 시즌 후반에 영입되었기 때문에 포스트시즌 명단에 포함될 자격이 없었고 아메리칸 리그 챔피언십 시리즈에서 미네소타 트윈스를 상대로 뛸 수 없었다. 그는 시즌 종료 후 자유 계약 선수가 되었다. 시카고 화이트삭스만이 1992년 3월 보 잭슨의 가능한 백업 선수로 그에게 관심을 보였다. 그러나 소스가 1992년 4월 2일 전 블루제이스 선수 조지 벨을 영입하면서 파커는 메이저 리그에서 계속 뛸 다른 잠재적인 제안을 받지 못했다.

## 경력 통계
| G    | AB   | R    | H    | 2B  | 3B | HR  | TB   | RBI  | SB  | BB  | AVG  | OBP  | SLG  | OPS  | FLD% |
| ---- | ---- | ---- | ---- | --- | -- | --- | ---- | ---- | --- | --- | ---- | ---- | ---- | ---- | ---- |
| 2466 | 9358 | 1272 | 2712 | 526 | 75 | 339 | 4405 | 1493 | 154 | 683 | .290 | .339 | .471 | .810 | .966 |

출처:
포스트시즌 30경기에서 파커는 .234 (111타수 26안타)의 타율과 11득점, 5개 2루타, 3개 홈런, 11타점, 7개 볼넷을 기록했다.

## 은퇴 후
파커는 애너하임 에인절스의 1루 코치, 1998년 세인트루이스 카디널스의 타격 코치, 피츠버그의 특별 타격 강사로 활동했다. 그는 신시내티에 여러 파파이스 치킨 프랜차이즈를 약 22년 동안 소유하다가 2012년 파킨슨병 진단을 받은 후 매각했다.
파커는 야구 명예의 전당 투표에서 24% 이상의 득표율을 얻지 못했고, 그의 15년 미국야구기자협회 자격은 2011년 투표에서 소진되었다. 파커의 지지자들은 그의 피츠버그 마약 재판 관련이 명예의 전당 헌액에 영향을 미쳤으며, 이는 키스 에르난데스 (10.8% 이상을 얻지 못하고 9번 출장 후 기자 투표에서 탈락)와 팀 레인즈 (24.3%로 데뷔한 후 10년째에야 헌액)의 후보 자격에도 해를 끼쳤을 수 있다고 주장한다. 이는 미첼 보고서에 등재된 선수들이 스테로이드 남용으로 인해 명예의 전당에 헌액되지 못하는 전조 역할을 했다.
파커는 클래식 야구 시대 위원회(Classic Baseball Era Committee)의 2025년 투표에 포함되었으며, 2024년 12월 8일에 87.5%의 득표율(16표 중 14표 획득)로 헌액되었다. 그는 2025년 7월 27일에 헌액될 예정이다.
파커는 선수 시절 부상으로 인해 양쪽 무릎을 모두 교체했다. 2013년, 그는 피츠버그 트리뷴-리뷰에 자신이 파킨슨병 진단을 받았음을 확인해주었다. 그는 데이브 파커 39 재단(Dave Parker 39 Foundation)을 통해 파킨슨병 치료를 위한 기금 모금에 참여했다.
파커에게는 6명의 자녀가 있었다. 그는 신시내티 근처의 러브랜드, 오하이오에 아내 켈리와 함께 살았다.
파커는 론 오스터와 켄 그리피 주니어 등 신시내티 출신 선수들과 함께 2014년 레즈 명예의 전당 클래스에 헌액되었다. 2012년, 그는 신시내티 공립학교 체육 명예의 전당에 헌액되었다. 같은 해, 그는 나베간테스 델 마가야네스 명예의 전당에 헌액되었다. 2022년 9월 3일, 그는 피츠버그 파이리츠 명예의 전당의 초대 클래스에 헌액되었다.
파커는 2025년 6월 28일 74세의 나이로 신시내티에서 파킨슨병 합병증으로 사망했다. 그의 사망은 야구 명예의 전당 헌액 예정일 29일 전에 일어났다.

## 같이 보기
- 메이저 리그 베이스볼 통산 홈런 순위
- 메이저 리그 베이스볼 통산 안타 순위
- 메이저 리그 베이스볼 통산 2루타 순위
- 메이저 리그 베이스볼 통산 득점 순위
- 메이저 리그 베이스볼 통산 타점 순위
- 메이저 리그 베이스볼 연간 타점 선두 목록
- 메이저 리그 베이스볼 타격왕 목록
- 메이저 리그 베이스볼 연간 2루타 선두 목록
- 메이저 리그 베이스볼 통산 도루 순위
- 메이저 리그 베이스볼 통산 루타수 순위
- 세인트루이스 카디널스 코치 목록
- 스포츠 도핑 사건 목록